# Karma Automotive
La Karma Automotive è una casa automobilistica statunitense di proprietà cinese specializzata nella produzione di automobili di lusso a basse emissioni. L'azienda ha sede a Irvine, in California, stabilimento produttivo a Moreno Valley e dispone di una rete di rivenditori autorizzati in Nord America, Europa, Sud America e Medio Oriente.

## Storia
La Fisker Automotive era una casa automobilistica specializzata nella produzione di automobili ibride di lusso fondata nel 2007. Nel novembre 2013, a seguito del fallimento della A123 Systems, società che produceva le batterie della Fisker Karma, unico modello prodotto dall'azienda, la Fisker ha dichiarato bancarotta e ha avviato le procedure di liquidazione.
Nel febbraio 2014 la Wanxiang, azienda cinese specializzata nella fornitura di parti di ricambio per automobili, si è aggiudicata all'asta giudiziaria la maggior parte degli asset della Fisker per 149,2 milioni di dollari. La compravendita includeva i disegni della Fisker Karma, il progetto del suo motore ibrido e lo stabilimento produttivo di Wilmington (precedentemente di proprietà di General Motors), ma non i diritti sul marchio Fisker, che è invece rimasto di proprietà del fondatore dell'azienda Henrik Fisker. Il colosso cinese aveva già completato qualche mese prima l'acquisizione della A123 Systems.
Nell'ottobre 2016, nonostante i piani iniziali prevedessero un riavvio della produzione, l'impianto di Wilmington è stato messo in vendita. L'area verrà poi acquistata nel 2020 da Amazon, che la trasformerà in un centro di smistamento.
Nel 2016 l'azienda ha annunciato che avrebbe iniziato a produrre il suo primo modello, strettamente derivato dalla Fisker Karma, presso il suo impianto situato a Moreno Valley, in California. L'8 settembre 2016 è stata ufficialmente presentata la Karma Revero. L'obiettivo era di arrivare a produrre circa 3.000 esemplari nel corso del ciclo di vita del modello. Nello specifico, Karma pianificava di costruire 150 unità nel 2018, per poi raggiungere le 200-300 unità dal 2019 in poi.
Nel 2019, tuttavia, la produzione della Revero è stata sospesa con effetto immediato ed è stato ordinato il richiamo delle vetture già vendute a causa di un difetto ai sensori di ribaltamento che causava la disabilitazione degli airbag laterali.
Nello stesso anno è stato aperto il Karma's Innovation and Customization Center. Contestualmente è stato annunciato un accordo di collaborazione con la AYRO, azienda specializzata nella produzione di automobili elettriche, con l'obiettivo di arrivare a produrre 20.000 vetture entro il 2023. Il Karma's Innovation and Customization Center è in grado di costruire scocche, telai e carrozzerie, integrare i motori e completare le automobili tramite un reparto di riverniciatura completamente robotizzato.
Nel novembre 2019 Karma ha licenziato 200 dipendenti impiegati presso la sua sede di Irvine a causa delle difficoltà finanziarie. Nel febbraio 2020 hanno subito la stessa sorte altri 60 dipendenti.
Il 1º aprile 2020 l'azienda ha presentato la sua nuova piattaforma modulare E-Flex per veicoli elettrici. La piattaforma è stata progettata per essere estremamente versatile, dal momento che offre 22 configurazioni diverse, si può adattare a 5 diversi tipi di vetture (compresi i veicoli commerciali) e può supportare sia motori elettrici che motori ibridi ricaricabili.
Nel luglio 2020 l'azienda ha raccolto 100 milioni di dollari da investitori esterni. Contestualmente ha annunciato l'intenzione di offrire in licenza ad altri costruttori la sua nuova piattaforma E-Flex per incrementare il fatturato nel breve termine.
Il 14 novembre 2023 Karma ha annunciato un nuovo piano industriale con il lancio di tre nuovi modelli. La prima in ordine di tempo è una versione ristilizzata della Revero, dotata dello stesso motore ibrido dei modelli precedenti ma con un'autonomia leggermente migliorata. A essa hanno fatto seguito la berlina Gyesera e la coupé Kaveya, primi due modelli completamente elettrici prodotti dalla casa californiana. Entrambe sono dotate di una batteria da 120 kWh e hanno un'autonomia di circa 400 km. Tutte e tre le vetture sono basate sulla piattaforma E-Flex.

## Modelli

### Karma Revero

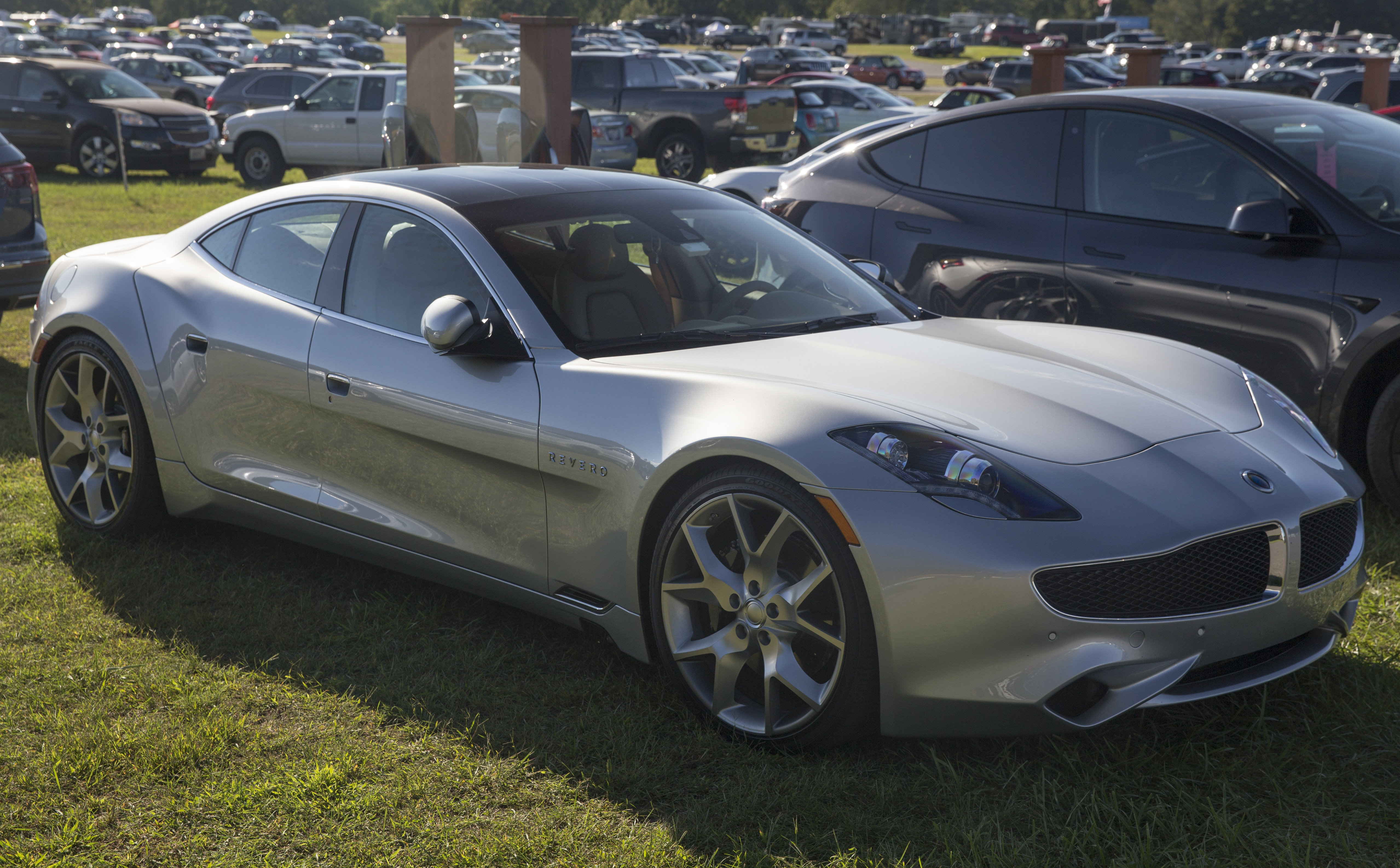
Karma Revero

La Karma Revero è una berlina ibrida lanciata nel 2016. La prima versione del modello era strettamente derivata dalla Fisker Karma, dalla quale si differenziava solo per leggeri accorgimenti estetici. Come la sua antenata faceva estensivo ricorso a componenti di origine General Motors. La piattaforma era derivata da quella della Chevrolet Volt, mentre il motore era un GM Ecotec da 2 litri, abbinato a due motori elettrici. Nel 2018 si è aggiudicata il premio Green Luxury Car of the Year dal Green Car Journal.
Nel 2018 è stata lanciata una nuova versione del modello, denominata Karma Revero GT. Rispetto al modello precedente si caratterizza per un nuovo motore BMW B38 da 1,5 litri che sostituisce il precedente di origine General Motors. La nuova versione ha fatto il suo debutto nel 2020. Tra le altre modifiche era inclusa anche una batteria di dimensioni maggiori.
Nel 2021 è stata presentata la Karma GS-6, una versione più economica e leggermente rinnovata della Revero GT. Il prezzo avrebbe dovuto essere compreso tra gli 80 e i 90.000 dollari e le caratteristiche sarebbero dovute essere simili alla versione precedente, con una batteria da 28 kWh e un'autonomia di 130 km in guida elettrica. Nei piani dell'azienda era prevista anche una versione completamente elettrica, denominata GSe-6. Questi due modelli, tuttavia, non hanno mai visto la luce a causa della revisione dei piani per il 2023.

### Karma Gyesera
La Karma Gyesera è una berlina elettrica presentata nel 2023 e destinata a entrare in produzione nel 2024. È il primo modello completamente elettrico prodotto dall'azienda ed è equipaggiata con un motore da 120 kWh. È dotata di trazione posteriore e 590 cv di potenza, con un'accelerazione da 0-100 km/h di poco più di 4 secondi. L'autonomia è di circa 400 km.

### Karma Kaveya
La Karma Kaveya è una coupé presentata insieme alla Gyesera e destinata a entrare in produzione nel 2025. La vettura, che era stata anticipata dalla concept car SC2, è dotata dello stesso motore della Gyesera, con una batteria da 120 kWh e un'autonomia di circa 400 km. Nel 2026 è previsto inoltre il lancio di una versione a trazione integrale, con 1.180 cv di potenza e in grado di accelerare da 0-100 km/h in meno di 3 secondi.